# Parafia św. Mikołaja w Bujakowie
Parafia św. Mikołaja – rzymskokatolicka parafia znajdująca się w Bujakowie (sołectwo Mikołowa). Parafia należy do dekanatu Mikołów w archidiecezji katowickiej.

## Historia i zasięg parafii
Do parafii należą wierni mieszkający przy ulicach: Akacjowej, Cedrowej, Chudowskiej, Cyprysów, Dworcowej 1-5, Dworskiej, ks. Franciszka Górki, Hutniczej 2-5, Kalinowej, Korfantego Wojciecha, Marzankowice, Myśliwskiej, Nomiarki, Olchowej, Radosnej, Spółdzielczej, Sośnia Góra, Spyry Ludwika, Starych Młynów, Szkolnej, Wolnego Konstantego i Zbożowej.

### Matka Boża Bujakowska
Drewniana figurka pochodzi z około 1480 roku. W latach 80. XX wieku odnalazł ją ówczesny proboszcz parafii Jerzy Kempa. 8 grudnia 1982 roku figura została uroczyście wniesiona do kościoła i ogłoszona Matką Boską Bujakowską. Uroczysta koronacja figury MB Bujakowskiej miała miejsce 9 września 2000 roku, a celebrujący ją ks. abpa Damiana Zimonia wypowiedział wtedy słowa: „Na uprzemysłowionym Śląsku Matka Boża w Bujakowie będzie Patronką Środowiska Naturalnego”.

### Ogród parafialny
Przy kościele znajduje się ogród botaniczny o powierzchni około 1 ha. założony w 1976 roku przez ks. kan. Jerzego Kempa. Można tam znaleźć wiele gatunków krzewów oraz kwiatów. Na jego terenie znajduje się także zabytkowa studnia z roku 1604 oraz jeden z licznych na Śląsku monolitowych kamiennych krzyży z roku 1681. Atrakcje ogrodu to także: sadzawka z kwitnącymi nenufarami, zabytkowa barć pszczela, pasieka, kilka kapliczek, pawie i ozdobne kurki. Można tam też odprawiać msze święte. Z tyłu ogrodu znajduje się drewniany domek, w którym mieszkają kapłani.

### Duchowni
Proboszczowie:
- ks. Paweł Kosmeli ok. 1644
- ks. Jan Antoni Herbst 1676 - 1679
- ks. Marcin Piskorz 1680 - 1718
- ks. Antoni Ignacy Foltek 1719 - 1735
- ks. Jan Spyra 1735 - 1742
- ks. Franciszek Szyga 1742
- ks. Jan Kneipff 1743 - 1744
- ks. Jan Nawratt 1744
- ks. Antoni Kollman 1744 - 1763
- ks. Jan Gawliczek 1763 - 1809
- ks. Franciszek Gawliczek 1809
- ks. Antoni Czogalla 1809 - 1836
- ks. Franciszek Udolph 1836 - 1839
- ks. Schniderski i ks. Ormianin 1839
- ks. Andrzej Glabasna 1839 - 1848
- ks. Konstanty Slotta 1848 - 1858
- ks. Ludwik Ryszard Ryszard 1858 - 1890
- ks. Antoni Thiel 1890 - 1921
- ks. Franciszek Górek 1922 - 1942
- ks. Paweł Wyciślik 1942 - 1944
- ks. Wilhelm Dłucik 1944 - 1945
- ks. Franciszek Pawleta 1945 - 1959
- ks. Franciszek Skutela 1959 - 1977
- ks. Jerzy Kempa wikary od 1974, administrator od 1976, proboszcz 1977 - 2002
- ks. Jerzy Walisko od 2002 do 2018
- ks. Andrzej Czarnecki, administrator od 2018, proboszcz 2019 - do nadal

Duchowni pochodzący z parafii:
- ks. Jakub Cyganek
- o. Mikołaj Promny
- o. Zachariasz Cybulka
- ks. Franciszek Osiecki
- ks. Emanuel Szymoński
- ks. o. Franciszek Fudala
- ks. Jan Jarczyk
- ks. Emanuel Bonk
- o. Tomasz Fudala
- o. Alardus Fudala
- o. Emil Pomykoł, oblat
- ks. Jan Twardoch, oblat - wyświęcony w 1934
- ks. Mikołaj Twardoch, oblat -  wyświęcony w 1941
- o. Cherubin Albrecht
- o. Pacyfik Gawlik
- ks. Eugeniusz Twardoch
- ks. Łukasz Rudnik - wyświęcony w 2010

Siostry zakonne pochodzące z parafii:
- s. Emma Herdzina
- s. Waleria Wieczorek
- s. Salomea Twardoch
- s. Salomea Fusek
- s. Jadwiga Markewka
- s. Bronisława Kornas

### Grupy parafialne
- Chór „Chopin”
- Dzieci Maryi
- Margaretki
- Ministranci
- Podwórkowe Kółko Różańcowe
- Rodzina błog. Edmunda Bojanowskiego
- Róże Różańcowe
- Ruch Światło-Życie
- III Zakon św. Franciszka
- Zespół Charytatywny

### Kościoły i kaplice mszalne
- Kościół św. Mikołaja w Mikołowie-Bujakowie
- Kaplica w domu zakonnym Sióstr Służebniczek Najświętszej Maryi Panny

### Domy zakonne
Siostry Służebniczki Najświętszej Maryi Panny, ul. ks. Franciszka Górka 58
Szkolnictwo
Pierwsza wzmianka na temat szkoły parafialnej datuje się na rok 1657. Dokładniejsze dane na temat bujakowskiej szkoły parafialnej możemy znaleźć w protokole powizytacyjnym kościoła z 1679 roku.

## Galeria zdjęć

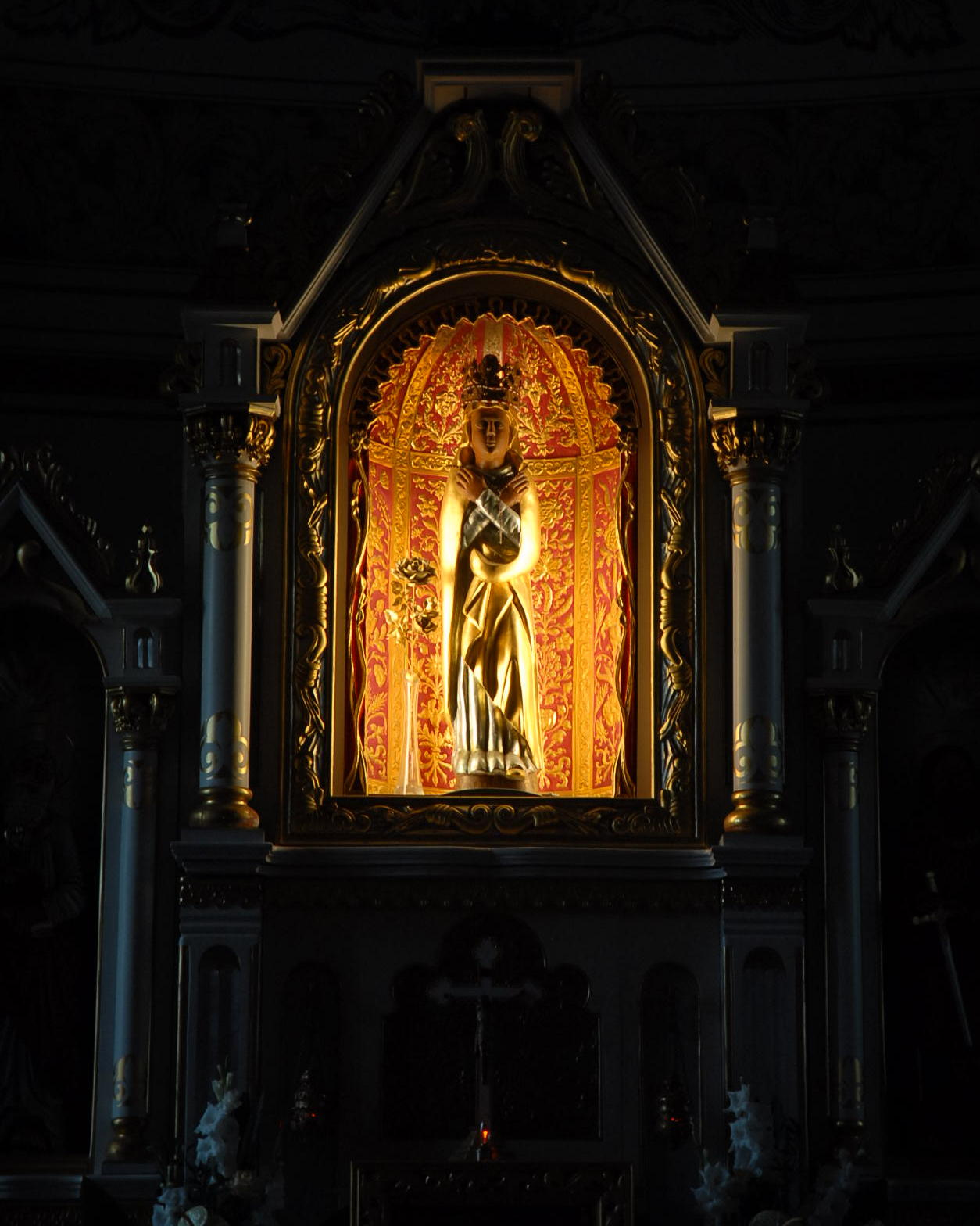
Drewniana figura Matki Bożej Bujakowskiej znajdująca się w ołtarzu głównym.
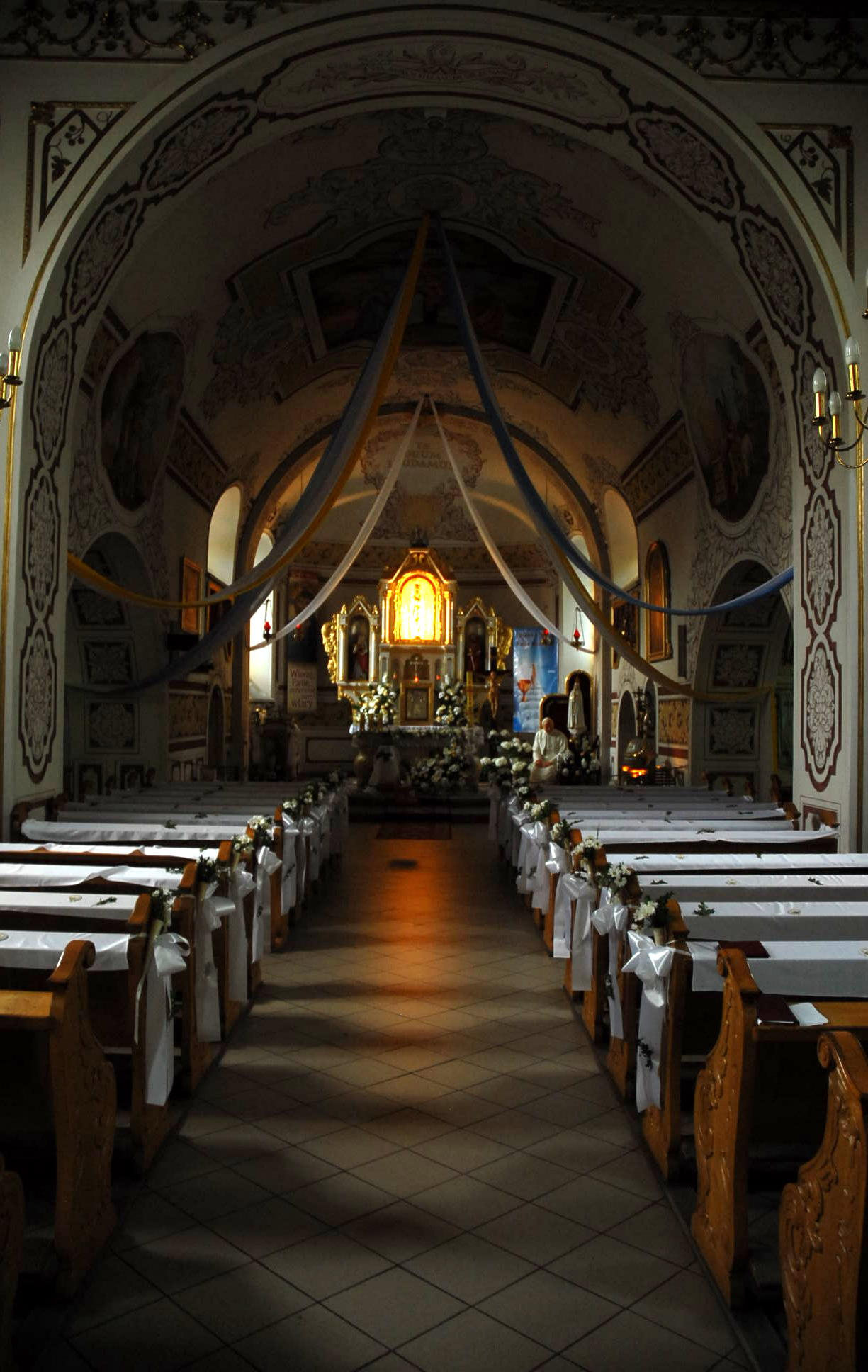
Wnętrze kościoła parafialnego w Bujakowie.
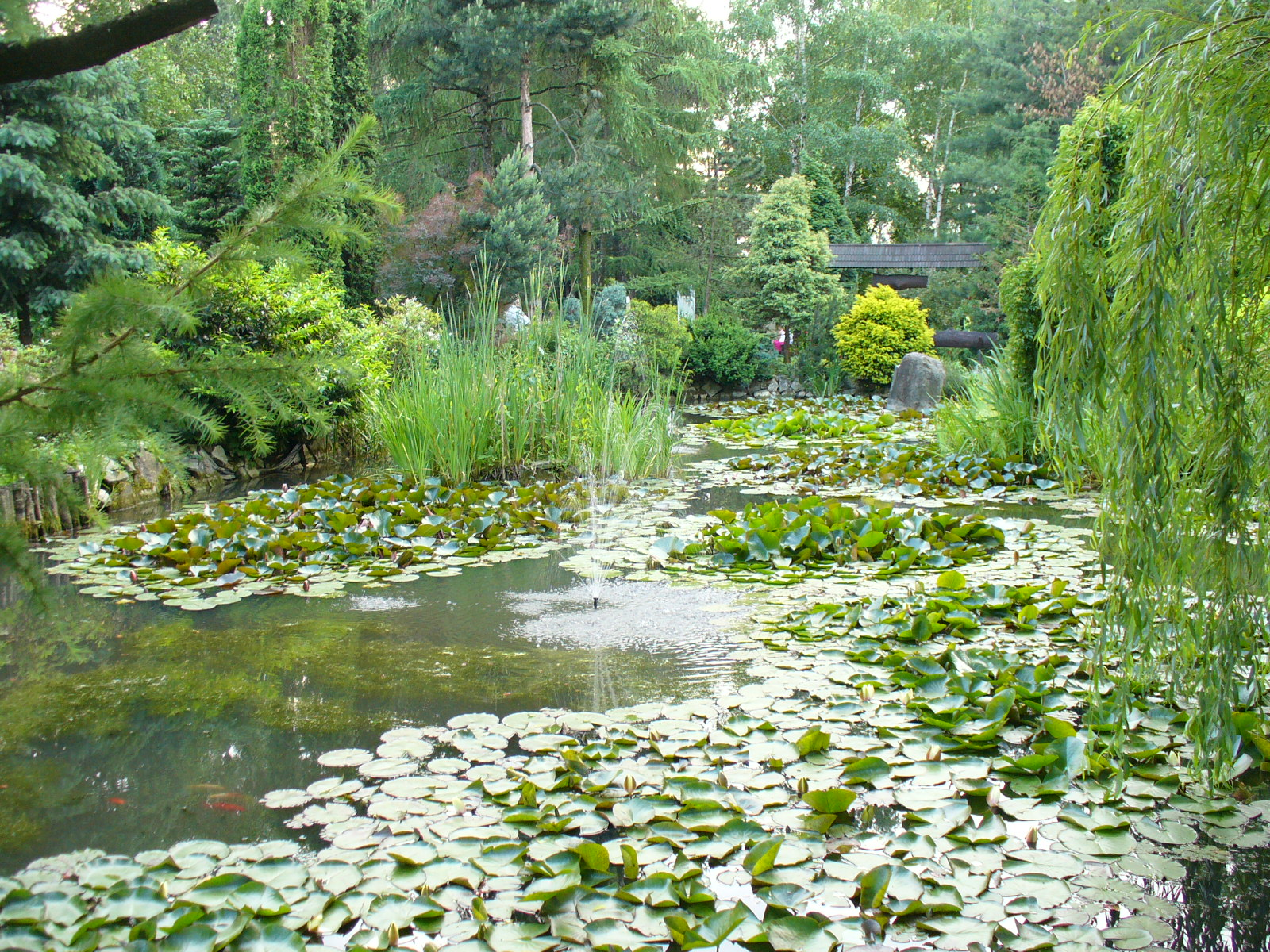
Ogród parafialny w Bujakowie.